# Hartmut Rosa
Hartmut Rosa (Lörrach, 15 de Agosto de 1965) é professor de sociologia teórica e geral no Institut für Soziologie da Universidade de Jena, diretor do Max-Weber-Kollegs em Erfurt, ambos na Alemanha, e um dos editores da revista
internacional Time & Society. Antes, porém, trabalhou em 1995 nos Estados Unidos como assistente de pesquisa em Harvard e como professor convidado pela New School University de Nova Iorque; como politólogo nas universidades de Mannheim, de Duisburg-Essen e de Augsburg na Alemanha.
A obra-chave que fundamenta a teoria pela qual é conhecido, a teoria da aceleração social, é Beschleunigung. Die Veränderung der Zeitstrukturen in der Moderne (Aceleração: a transformação das estruturas temporais na modernidade), sua tese doutoral publicada em 2005. Nessa obra, e em outras desenvolvidas a partir dessa, Rosa atrela a crescente aceleração social como uma característica essencial da modernidade, e desenvolve essa relação a partir da Teoria Crítica, particularmente influenciado por Axel Honneth e Jürgen Habermas, além de Max Weber, Charles Taylor e outros.

## Premiações
- Prêmio Erich Fromm (2018)[3]
- Paul-Watzlawick-Ehrenring (2018)[4]
- Ehrendoktorwürde der Universiteit voor Humanistiek (2019), Utrecht[4]
- Werner Heisenberg-Medaille (2020) der Alexander von Humboldt-Stiftung[4]
- Rob Rhoads Global Citizenship Education Award (2020) der University of California, Los Angeles[4]

### Livros
- Tziminadis, João Lucas Faco (2018). Frenesi em suspensão: Em direção a um modelo crítico a partir da teoria da aceleração social de Hartmut Rosa. Araraquara: Universidade Estadual Paulista

### Artigos de periódico
- Renders, Helmut (2014). «A temporalidade da modernidade tardia e a religião: uma resenha ampliada do livro Aceleração e Alienação (Beschleunigung und Endfremdung, 2013) de Hartmut Rosa». São Leopoldo. 54 (1). 14 páginas

### Páginas da web
- Erfurt (10 de março de 2020). «Rob Rhoads Global Citizenship Education Award für Prof. Dr. Hartmut Rosa». Erfurt University. Consultado em 21 de julho de 2020],

- Overblog (24 de fevereiro de 2018). «Erich Fromm-Preis für Hartmut Rosa: Mit Resonanz gegen Beschleunigung». Overblog. Consultado em 21 de julho de 2020